# Alice de Luxemburgo
Alice Maria Ana Antonieta Carlota Gabriela (em francês:  Alix Marie Anna Antoinette Charlotte Gabrielle; Colmar-Berg, 24 de agosto de 1929 –Beloeil, 11 de fevereiro de 2019), foi uma princesa de Luxemburgo, a quarta e última filha da grã-duquesa Carlota de Luxemburgo, e do seu marido, o príncipe Félix de Parma. Alix foi também a Princesa de Ligne, como a esposa do príncipe belga Antônio, 13.º Príncipe de Ligne.

## Biografia
Filha mais nova da Grã-Duquesa Carlota do Luxemburgo e do príncipe Félix de Bourbon-Parma, nasceu em 24 de agosto de 1929 no Castelo de Berg, Luxemburgo. Com seus irmãos e irmãs, Alice de Luxemburgo passou uma infância tranquila no Château de Colmar-Berg até a chegada do exército alemão ao Grão-Ducado em 1940. Para a família do Grão-Ducal, foi o início de um período de cinco anos exílio entre Portugal, Estados Unidos, Grã-Bretanha e no Canadá. Estudou com as irmãs no Collège Jésus-Marie de Sillery. Seu retorno em 1945 foi triunfante.

## Casamento e descendência
Em 17 de agosto de 1950, a princesa Alice casou-se com o príncipe Antônio de Ligne, filho de Eugênio II, 11.º Príncipe de Ligne, e de Filipina de Noailles. Eles residiram no Castelo de Beloeil, na Bélgica, e tiveram sete filhos:
- Miguel, 14.º Príncipe de Ligne (n. 26 de maio de 1951), ele casou-se com a princesa Eleonora Maria Josefa de Orléans e Bragança. Com descendência.
- Wauthier de Ligne (n. 10 de julho de 1952), ele casou-se com a condessa Regine von Renesse. Com descendência.
- Ana Maria de Ligne (n. 3 de abril de 1954), ela casou-se com Olivier Mortgat. Com descendência.
- Cristina de Ligne (n. 11 de agosto de 1955), ela casou-se com o príncipe Antônio João de Orléans e Bragança. Com descendência.
- Sofia de Ligne (n. 23 de abril de 1957), ela casou-se com o conde Philippe de Nicolay. Com descendência.
- Antônio de Ligne (n. 28 de dezembro de 1959), ele casou-se com a condessa Jacqueline de Lannoy. Com descendência.
- Iolanda de Ligne (n. 16 de junho de 1964), ela casou-se com Hugo Townsend, filho de Peter Townsend. Com descendência.

Faleceu em 11 de fevereiro de 2019 aos 89 anos de idade.

## Títulos e estilos
- 24 de agosto de 1929 – 17 de agosto de 1950: Sua Alteza Real, a Princesa Alice de Luxemburgo, Princesa de Nassau, Princesa de Parma
- 17 de agosto de 1950 – 3 de março de 1985: Sua Alteza Real, a Princesa Alice de Ligne, Princesa de Luxemburgo, Princesa de Nassau, Princesa de Parma
- 3 de março de 1985 – 21 de agosto de 2005: Sua Alteza Real, a Princesa de Ligne
- 21 de agosto de 2005 – 11 de fevereiro 2019: Sua Alteza Real, a Princesa Viúva de Ligne, Princesa de Luxemburgo, Princesa de Nassau, Princesa de Parma